# Media Go
Media Go est un lecteur multimédia développé par Sony Creative Software (en) pour les systèmes d'exploitation Windows.

## Présentation
Media Go gère la plupart des contenus des appareils de la « famille Sony » comme les téléphones Sony Ericsson et les PSP. Il est capable de lire de nombreux formats multimédias et possède approximativement les mêmes fonctionnalités qu'iTunes. Il est possible d'accéder au PlayStation Store et à l'arène PlayNow (en) (sur les téléphones Sony Ericsson). Media Go sert d'alternative à PSP Media Manager (en) disponible sur les PSP, les produits Sony Erricson et les Walkman.
Ce service a pour la première fois été annoncé à l'E3 2009.

## Version 1.7
Le logiciel a été mis à jour début avril 2011 en version 1.7 et apporte la modification des photos, un meilleur glisser-déposer, ainsi que la prise en charge des téléphones de la gamme Xperia et les Walkman.